# Греки в Кыргызстане
Греки в Кыргызстане — составляют одно из самых небольших национальных меньшинств в стране. Имеющиеся данные противоречивы. По переписи 2009 года в стране насчитывается 451 грек. По данным МИД Греции, насчитывается 150 семей греческого происхождения (650–700 человек). Однако данные Генерального секретариата по делам греков зарубежья дают ещё меньшее число (50 человек).

## История

### Первоначальное заселение
По официальной переписи 1920 года греков Кыргызстана насчитывалось всего 344 человека. С 1939 года и во время Второй мировой войны греки, жившие в Советском Союзе, — большинство из них были торговцами, но некоторые были и крестьянами — подвергались депортациям в Казахстан, Узбекистан, Кыргызстан и Сибирь. В течение значительного времени после окончания войны эти депортированные греки оставались нереабилитированными, и им не разрешалось возвращаться в места своего прежнего расселения. Таким образом, некоторые из них предпочли покинуть Сибирь, чтобы поселиться в Казахстане и (в меньшей степени) в Кыргызстане. Большая часть этих греков окончательно сосредоточилась в Ошской области, и в частности в городе Ноокат.
Во время второй волны депортаций (1944–1949 годы), инициированной сталинским режимом, во Фрунзе было отправлено более 31 000 семей (понтийских греков и греков из Крыма); только 5000 человек нашли приют, живя в ужасных условиях. На этот раз депортированные греки окончательно обосновались в Таласской области.

### Миграция в Грецию
В начале 1990-х годов греческая община Киргизии всё ещё была активной и насчитывала суммарно 3000 человек. Тем не менее, начиная уже с 1985 года, их число сокращается из-за оттока греков в поисках работы. Согласно статистике, в 1990-е годы в Греции обосновались 860 членов греческой общины Киргизии (0,57% от общего числа греческих иммигрантов из бывшего СССР).

## Организация
Общину представляет Ассоциация этнических греков «Филиа» («Дружба»), возглавляемая председателем Ольгой Куприяновой. По её словам, в ассоциации 300 членов. У ассоциации есть греческая школа с учителем греческого языка, зарплата которого покрывается правительством Греции, Секретариатом по делам греков за рубежом. В 2003 году в Бишкекском университете открылось отделение греческого языка.